# Kristiansund
|  | No s'ha de confondre amb Kristiansand, un municipi del comtat de Vest-Agder. |

Kristiansund és un municipi situat al comtat de Møre og Romsdal, Noruega. Té 24.526 habitants (2016) i té una superfície de 87.54 km². El centre administratiu del municipi és el poble homònim.